# Tony Loffreda
Tony Loffreda, né le 14 août 1962, est un expert-comptable, banquier et un homme politique canadien.
Le 22 juillet 2019, il est nommé sénateur par la gouverneure générale du Canada, Julie Payette, sur avis du premier ministre Justin Trudeau d'après les recommandations d'un comité consultatif indépendant. Il est le premier sénateur canadien d'origine italienne à représenter la province de Québec.
Avant sa nomination, il est vice-président du conseil et exécutif de la Banque royale du Canada et cumule plus de 35 ans dans le secteur financier.

## Biographie
Né le 14 août 1962, Tony Loffreda est originaire du quartier Ahuntsic de Montréal.

### Formation
Tony Loffreda est expert-comptable. Il est titulaire d'un baccalauréat en commerce de l'Université Concordia, dont il est aujourd'hui membre du conseil d'administration. Il a réussi l'examen final de l'American Institute of Certified Public Accountants (en) et a obtenu le titre de Certified Public Accountant (USA) à l'université de l'Illinois. Tony Loffreda est également titulaire du titre international de Chartered Global Management Accountant de l'American Institute of Certified Public Accountants. Il a obtenu une licence en commerce avec une spécialisation en comptabilité à l'Université de Concordia. Il vit à Montréal avec son épouse et leurs deux enfants.

### Activité professionnelle
Avant sa nomination au Sénat, Tony Loffreda est vice-président et cadre à la Banque royale du Canada. Il a siégé à divers conseils d'administration et comités, notamment le Conseil des gouverneurs de l'Université Concordia, le Réseau universitaire intégré de santé et de services sociaux du Centre-Ouest de Montréal, Montréal International, la Fondation communautaire italo-canadienne, la Chambre de commerce italienne au Canada et le comité exécutif de la Chambre de commerce du Montréal métropolitain.

### Carrière politique
Le 7 novembre 2019, Tony Loffreda a rejoint le Groupe des sénateurs indépendants. Il siège actuellement au Comité des finances nationales du Sénat, au Comité des banques, du commerce et de l'économie, et au Comité de l'économie interne, des budgets et de l'administration. Il fait également partie de plusieurs groupes de travail du Sénat. Il est membre de plusieurs associations parlementaires et groupes interparlementaires, notamment en tant que vice-président du Groupe interparlementaire Canada-Italie et président de la section canadienne du Réseau parlementaire sur la Banque mondiale et le Fonds monétaire international.
Une fois nommé au Sénat canadien, Loffreda a pris sa retraite de la Banque Royale du Canada et a démissionné des vingt-et-un conseils d'administration auxquels il siégeait.

### Engagement communautaire
Il est philanthrope au service de nombreuses communautés, ayant présidé des activités de collecte de fonds dans toute la province pour diverses causes telles que l'école Giant Steps, l'Hôpital général juif de Montréal, le Centre de recherche Goodman de l'Université McGill, l'Institut du cancer de Montréal et bien d'autres encore. Il est également un conférencier sur les questions économiques et communautaires. Il a reçu la Médaille du Souverain pour les Volontaires pour son travail bénévole auprès de diverses organisations caritatives dans le domaine de la santé. Il a servi au sein de plusieurs conseils d'administration et a présidé à des activités de financement en faveur de plusieurs causes comme l'École à Pas de Géant, l'Hôpital général juif de Montréal et l'Institut du cancer de Montréal.

## Honneurs
Parmi les prix et distinctions qu'a reçus Tony Loffreda, citons la Médaille d'or du lieutenant-gouverneur du Québec pour mérite exceptionnel, la Médaille du jubilé de diamant de la reine Elizabeth II, la Médaille du Gouverneur général du Canada pour les bénévoles, le Prix de la personne de l'année de l'Association professionnelle et commerciale italo-canadienne, le Prix de la philhellène de l'année de la Communauté hellénique du Grand Montréal et la Médaille du 150e anniversaire du Sénat du Canada, qu'il a reçue avant sa nomination. Il a également été intronisé en tant qu'administrateur au Temple de la renommée du soccer Montréal-Concordia.
- Médaille du jubilé de diamant de la reine Élisabeth II (2012)[3]